# Molly Bish
Molly Anne Bish (Warren, Massachusetts; 2 de agosto de 1983 - desaparecida el 27 de junio de 2000) era una adolescente estadounidense de dieciséis años que desapareció mientras trabajaba como socorrista en su ciudad natal. Sus restos fueron encontrados tres años después en el vecino condado de Hampden después de lo que se convirtió en la búsqueda más grande en la historia del estado.

## Desaparición
En el verano del año 2000, Molly Bish, de 16 años, comenzó a trabajar como socorrista en el lago de Comins Pond en Warren, un pueblo ubicado en el condado de Worcester en el estado estadounidense de Massachusetts. El 26 de junio, el día antes de su desaparición, su madre, Magi, vio a un hombre con bigote en un vehículo blanco estacionado en la playa donde se encontraba el puesto de salvavidas de Molly. Aunque parecía sospechoso en ese momento, ella no lo relacionó con el caso hasta tiempo después de la desaparición de su hija. El 27 de junio, Magi condujo a Molly a Comins Pond y la dejó cerca de su lugar de trabajo. Según los informes, Magi no vio ninguna señal del extraño del día anterior o de su coche. Sin embargo, otro testigo informó que vio a un hombre que coincidía con la descripción del extraño en el estacionamiento del estanque minutos antes de que llegara Molly. Un trabajador local también informó que vio un automóvil similar estacionado en un cementerio cercano al lago. Su madre fue la última persona que la vio antes de su desaparición. Varias horas después, la policía contactó a los padres de Molly, informándoles que ningún socorrista había estado de guardia todo el día y que las pertenencias de Molly habían quedado sin vigilancia en su puesto.

## Descubrimiento del cuerpo
Pocas horas después de notificarse su desaparición comenzó una búsqueda exhaustiva por parte de las autoridades para dar con su paradero. La búsqueda de Molly Bish llegaría a convertirse en la búsqueda más grande y costosa de una persona desaparecida jamás realizada en el estado de Massachusetts, teniendo una amplia difusión en los medios de comunicación. Un cazador notificó haber encontrado un traje de baño azul en el bosque en Whiskey Hill en Palmer, a finales del otoño de 2002. En mayo de 2003, esta misma persona lo mencionó a Tim McGuigan, quien contactó a la policía. Una búsqueda intensa del área descrita llevó a la localización del cuerpo de Molly, hallado el 9 de junio de 2003, a poco más de 8 kilómetros de su casa.

## Investigaciones posteriores
En 2004, sus padres fundaron la Fundación The Molly Bish Center en colaboración con la escuela universitaria Anna Maria College. En 2005, en el estado de Connecticut, un ciudadano estadounidense fue investigado por un intento de secuestro en dicho estado, llegando a tramitarse una posible relación con el caso de Molly Bish, que finalmente fue descartada.
En 2009 la investigación se relanzó con la investigación de un nuevo sospechoso, Rodney Stanger, residente de Florida y condenado por asesinar a su novia. Stanger había vivido en Southbridge (Massachusetts), a poca distancia de Warren, durante más de 20 años, mudándose a Florida un año después del asesinato de Bish. Tras el asesinato de Crystal Morrison, la novia de Stanger, la hermana de Crystal alertó a las autoridades de Massachusetts. Se sabía que Stanger tenía acceso a un automóvil blanco similar al visto el día anterior a la desaparición de Bish. También era conocido por pescar en Comins Pond y cazar en el bosque donde se encontró el cuerpo de Bish. Además, coincidía con la descripción proporcionada por Magi Bish del hombre visto el día antes de la desaparición de Molly. Ese año, cuando Stanger estaba siendo investigado por el asesinato de Bish, la policía también lo interrogó en relación con el asesinato de Holly Piirainen, ocurrido en Sturbridge en 1993. Bish y Piirainen tenían la misma edad en 1993, y Bish había escrito una carta de esperanza a los padres de la joven en 1993. Stanger no fue acusado finalmente en este caso, anunciándose en 2012 nuevas pruebas forenses que dejaban a David Pouliot, muerto en 2003, como una persona de interés en el caso Piirainen.
En noviembre de 2011, el detective privado Dan Malley nombró a Gerald Battistoni, también conocido como informante confidencial, como sospechoso de la muerte de Bish. Battistoni estuvo en prisión por violar repetidamente a una adolescente a principios de la década de 1990. Intentó suicidarse en prisión después de que los artículos de los periódicos lo identificaran como un posible sospechoso de las muertes de Bish y Piirainen. Battistoni, que tenía antecedentes penales remontados hasta la década de 1980, conocía el área donde se encontró el cuerpo de Molly y se asemejaba físicamente a un dibujo compuesto del hombre que Magi vio en el estacionamiento el día antes de que Molly desapareciera.
Después de que Gerald Battistoni fuera nombrado sospechoso, el detective privado Dan Malley y la familia Bish pidieron que se realizaran pruebas de ADN. La policía estatal de Massachusetts envió la evidencia de ADN a Texas. No llegó a conocerse alguna relación, y Battistoni murió en noviembre de 2014.